# Дјерико (Удине)
Дјерико је насеље у Италији у округу Удине, региону Фурланија-Јулијска крајина.
Према процени из 2011. у насељу је живело 433 становника. Насеље се налази на надморској висини од 840 м.